# 銀河英雄伝説 (アニメ)
『銀河英雄伝説』（ぎんがえいゆうでんせつ）は、1988年から2000年にかけてOVAを中心として展開されたアニメシリーズ。田中芳樹のSF小説（スペースオペラ）『銀河英雄伝説』を原作とする。

## 概要
田中芳樹のSF小説『銀河英雄伝説』を原作として、劇場公開アニメ3作、OVA本伝110話、外伝52話が制作された。
『銀河英雄伝説』のアニメ化は、当初はテレビアニメ放映を目指して企画されたが実現に至らず、テレビアニメ化のためのパイロットフィルムの位置付けで『わが征くは星の大海』がOVA作品として作成され、プロモーション手段として劇場公開が行われた。その後、キティフィルムが手掛けた『うる星やつら』の50枚組LD-BOXの商業的な成功で、テレビアニメ化に行き詰まっていた本作をビデオ作品としてリリースすることが構想され、通信販売で視聴者に直接送付することによる中間コストの削減で、1話2,500円の価格設定で7,000本販売すれば元が取れると判断して、最初にOVA第1期シリーズが発売された。結果としてこの目論見は当たり、本伝110話、外伝52話、長編3話のOVAとして空前の長期シリーズとなった。
OVAの本伝は、まず「VHSビデオ1本に1話収録」の通信販売で1988年12月にリリースされ、その後に4話を1本にまとめた店頭販売用ビデオ（VHS/レーザーディスク）及びレンタルビデオがリリースされるという販売形態だった。レーザーディスクは、1枚ごとの単品販売の他、本編1期から4期、外伝1期から2期、長編3作をまとめた「劇場版セット」の計7セットがLD-BOXとしてリリースされた。1997年10月22日に再発売された本編第1期レーザーディスクセットは、初期版やそれまでの再発売版とはディスクジャケットが異なり、内容にも修正が加えられたリメイク版である。
「ウィークリー・アニメビデオ」と呼ばれた通販版VHSは、1988年12月21日に創刊号がリリースされて以降、外伝1期分まで（商品コード:VAM-001からVAM-134）、計134本が製作・販売された。徳間書店のサイトでは『黄金の翼』の通販版VHS（商品コード:TJM-8）もウィークリービデオと記述されていることから、それも含めれば135本となる。
DVDがソフトメディアの主流になった2001年以降は、全てのアニメがDVD-Video化されている。レーザーディスク版同様、1枚ごとの単品販売の他、110話+外伝を4期に分割した「銀河英雄伝説 DVD-BOX」としてリリースされた。2007年12月21日にはアニメ製作20周年記念として、全165話を特製アルミ合金ケースに収納した「アニメ製作20周年記念 銀河英雄伝説 LEGEND BOX」がリリースされた。なお、DVD化に際して35mmフィルムの原板を再テレシネして一部のデジタル化を行っており、DVD版はビデオテープ/レーザーディスクによってリリースされた初期版と比べてデジタルで作り直したシーンが随所に存在するほか、人名や艦名テロップの綴り（スペル）も多くが修正された「リマスター版」で、2006年8月から劇場版を含む全165話がWOWOWで放送された。DVD化に際しては、オリジナル版が製作当時の事情（相当無理のあるスケジュールや人材不足などで海外数か国での外部製作）で粗さが目立っている前半部分を中心に、相当数の人物・背景作画をリメイクしている。2009年にはDVD用マスターを使用した「銀河英雄伝説 Blu-ray BOX」がリリースされている。2014年にはBlu-ray BOXの廉価版となる「銀河英雄伝説 Blu-ray BOX STANDARD EDITION」が発売されている。
Amazon Prime Videoなどでオンライン配信されているものには人名、階級、施設、宇宙船、要塞、星などに「設定上の言語と日本語」の紹介テロップが入らない。
製作の中心人物であるプロデューサーの田原正利は、徳間書店刊行のムックの編集方針と同時に、本ウィキペディアの記事に関しても批判したことがある。基本的に素人が好き勝手に書き込んでいる場であり素人の知ったかぶり・推測・創作・思い込み・誤解が多々見られるため「信憑性がないと思って」欲しい旨発言し、それらの定説化を憂いている。
アニメ冒頭に表示されるタイトルは、フラクトゥール（花文字、ドイツ文字）で「{\displaystyle {\mathfrak {Heldensagen}}} {\displaystyle {\mathfrak {vom}}} {\displaystyle {\mathfrak {Kosmosinsel}}}」（Heldensagen vom Kosmosinsel）と表記されているが、他国語版『銀河英雄伝説』の記事ではドイツ語として文法的に不適切（inselは女性名詞なので、vomという形にはならない）と書かれている。ただし、作中で同盟や帝国の公用語が「英語やドイツ語だとは一言も言っていない」ため、前述の人名や艦名の綴りを含めて一概に間違いとも言い切れない。なお『黄金の翼』のみ、欧文タイトルはブラックレターで「Die Legende der Sternhelden」と他と異なる表記である。
なお『銀河英雄伝説』の小説刊行40周年を記念して、2022年12月30日から『わが征くは星の大海』、2023年1月13日から『新たなる戦いの序曲』の4Kリマスター版（5.1chサラウンド）が2週間限定で劇場公開されている。

## 沿革
- 1988年2月 - 劇場版第一弾『わが征くは星の大海』公開。
- 1988年12月 - OVA第1期リリース開始。登録した顧客へ1話分収録されたVHSビデオカセットが週1回配達されるという手法で販売され、当時は「ウィークリー・アニメビデオ」と呼ばれた。価格は1巻2,500円（送料500円別）。セット購入（一括支払い）は65,000円（全26巻/送料込み）[注釈 7]。
  - その後1997年まで、原作本編を4期に分けOVA化が継続。最終的に全110話が製作された。
- 1992年10月 - 長編作品『黄金の翼』リリース（詳細は後述）。
- 1993年12月 - 劇場版第二弾『新たなる戦いの序曲』が公開。
- 1998年 - OVA外伝シリーズリリース開始。2000年まで全52話が製作された[注釈 8]。
- 2001年 - 通販版DVD-BOXリリース開始。
- 2003年 - 一般向けDVD-BOXリリース開始。
- 2009年 - Blu-Ray BOXリリース開始。
- 2014年 - 再アニメ化が発表される。過去のOVAのリメイクではなく、原作小説を改めて映像化した作品になるとされる[12]。
- 2016年 - アールアールジェイにより、アニメ出演者を再集結して、アニメ化が実現出来なかった「ユリアンのイゼルローン日記」「ダゴン星域会戦記」および「黄金の翼」（キャストを全面変更した長編アニメ作品の原作として書き下ろされた外伝作品をOVA版の声優で再収録した）の朗読・オーディオブック化が実現し、同社の配信プラットホーム「キクボン」にて配信が開始された。
- 2017年 - 「ユリアンのイゼルローン日記」「ダゴン星域会戦記」「黄金の翼」のオーディオブックのCDボックス販売。
- 2022年12月30日 - 『銀河英雄伝説 わが征くは星の大海 4Kリマスター』が2週間限定で公開[11]。
- 2023年01月13日 - 『銀河英雄伝説 新たなる戦いの序曲 4Kリマスター』が2週間限定で公開[11]。

## 配役
膨大な登場人物のほとんどについて、声優が複数の役を兼ねていないため、基本は1人1役でキャスティングされている（しかし、モブキャラクターを除いて例外的に二役演じた声優も存在する）。そのため、アニメ版は「銀河声優伝説」との異名を取っていた。また、OVA第12話「帝国領進攻」では、池田秀一演じるケスラーと玉川砂記子演じる元恋人フィーアが登場するが、両声優は私生活において夫婦である。
ラインハルト・フォン・ローエングラム役の堀川りょうによれば、各声優のスケジュールの都合が付かないため、収録当日に集まれるキャストだけで収録可能な話から収録していたため、「ラインハルトの状況や心情が即座につかめず、戸惑いながら演じていた」「あの場にいたキャストやスタッフは、それぞれ僕と同じ戸惑いを感じながら、手探りで役に分け入っていた」と述懐している。

## 戦艦デザイン
アニメ版に登場する軍事艦艇は、原作新書版で表紙と初期の挿絵を手がけたイラストレーター・加藤直之のデザインをベースにしており、端役の提督が座乗する旗艦に至るまで特徴的な外観が与えられるなど、作品の魅力を増すための工夫が随所で試されている。ただし加藤直之が全てのメカデザインをしているわけではない。
- 旗艦級戦艦

全長800m - 1300m程度。多数の砲・ミサイルに加え、艦載戦闘艇を30機程度搭載できる。
- 標準型戦艦

全長650m程度。攻撃力・防御力共に高く、艦隊戦の主役である。分艦隊や小規模艦隊の旗艦に使用される例も多く、この目的のために標準型戦艦を改造強化し特徴的な外見を持った「派生形」といえる艦も複数種類登場している。

## 軍服デザイン
帝国軍の軍服は「黒地に銀の装飾」という基本は共通するが、媒体によってデザインの差異が大きい。このアニメ版では胸の装飾と肩の線によって、特に士官以上の階級が非常に分かりやすいものとなっている。原作では特に記述がないが新王朝成立に際し、配色は引き継ぎながらも新デザインへと変更された。この新デザインは、公式ファンクラブ「共和倶楽部」の会誌において募集された、一般ファンによるデザイン案が原案となっている（複数のデザイン案の中から、ファン投票で選ばれた）。
同盟軍の軍服はどの媒体でもあまり差異は見られないが、アニメ版では肩口の装飾や腕のワッペンなどが画き込まれている。またジャケットとスカーフで隠れた下に肌着、シャツ、ネクタイを着込んでいることが描かれた。

## 音楽
主なBGMにはクラシック、特にマーラーの交響曲など、19世紀後半から20世紀初頭にかけての後期ロマン派音楽を数多く使用している。これはアニメ版製作の中核企業だった徳間グループの音楽部門会社・徳間ジャパンが東ドイツのドイツ・シャルプラッテンレコードの音源を大量に持っていたことから実現したもので、音響監督の明田川進が73枚のCDからキャラクター性を持たせた上でなるべく帝国と同盟の区分けを意識して選曲された。劇場版第一弾『わが征くは星の大海』の第4次ティアマト会戦における「ボレロ」の使用については、脚本を手掛けた首藤剛志の仕事場に原作者の田中芳樹が訪れた際、ラヴェルの「ボレロ」をクライマックスで使うことを提案して了解を貰ったが、後にラヴェルの日本での著作権の保護期間が第二次世界大戦に伴う戦時加算によって延長され、ラヴェルの死後50年以上たっても遺族関係者が権利を保有していたため、他の使用曲とは異なり著作権フリーでは使えないことが判明した。しかし原作者了解の下、脚本・絵コンテなど戦闘シーンで「ボレロ」を使用する前提で書かれていたため、使用料を支払ってこのまま「ボレロ」を使うことをプロデューサーの田原は決断し、「どうせ『ボレロ』を使うなら」と『銀河英雄伝説』用に井上道義の指揮・新日本フィルハーモニー交響楽団の演奏で新収録した楽曲が使用された。
数少ないオリジナルスコアのうち、アニメ作品中で使用される自由惑星同盟国歌の音源は、イベントに参加した一般応募者が斉唱したものが使用されている。
主題歌は、エンディング曲を担当した小椋佳やオリジナルスコアを作曲した風戸慎介（川辺真）をはじめ、来生たかお、星勝、武沢豊、蛎崎弘、森英治など、キティ・フィルムの母体だったキティレコードに当時所属していたミュージシャンが参加した。
サントラ盤として、これらのクラシックの代表的な楽曲を収録したCDが徳間ジャパンから、第二期までの主題歌・挿入歌を集めた主題歌集がキティレコードよりリリースされた。1992年には詳細な解説書（楽曲解説、未収録音楽リスト、音楽シート、サントラCDリスト）が付いた30枚組CD「銀河英雄伝説 In Classic」が当時存在していた公式ファンクラブ「共和倶楽部」から通販限定でリリースされていた。
2007年にはスターチャイルドレコード（現・キング アミューズメント クリエイティブ）から「TV版・劇場版・OVA版のBGMをコンプリート」した期間限定盤「銀河英雄伝説CD-BOX」帝国SIDE（12枚組）・自由惑星同盟SIDE（10枚組）がリリースされた。

## テレビ放送
OVA第1期は、リリース終了後にテレビ東京において深夜と夕方に一度ずつ、テレビ愛知、ミヤギテレビ、山形テレビ、新潟放送、チューリップテレビ、くまもと県民テレビ、テレビ神奈川でも一度、テレビ大阪では深夜に二度放送された。20世紀末以降は、主にCS放送局や衛星放送局WOWOWで映画版も含む全話が放送されている。2009年にもファミリー劇場にて本伝110話が一挙放送された（人物や艦船を紹介するテロップが削除されている）。2010年4月からは外伝も放送された。OVAとして製作されたため、テレビアニメでは放送コードに抵触するので余り見られなくなった、残酷描写（虐殺シーンや戦闘での負傷描写など）がごくまれに表現されている。
WOWOWでは2006年7月2日より、映画第1弾とOVA全話をテレビ初となる“リマスター版”を使用して放送した。

## 動画配信
U-NEXT、Amazon Prime Video、dアニメストア、FOD、GYAO!などの動画配信サービス（ビデオ・オン・デマンド）で、本伝及び外伝（長編含む）の配信が行われている。

## その他
第70話「蕩児たちの帰宅」では明滅が激しいシーンが2箇所あり、DVD第18巻の冒頭では鑑賞時の注意を喚起する文章が挿入されている。

## 劇場公開作品
『わが征くは星の大海』（わがゆくはほしのたいかい）（劇場用映画・60分）1988年2月
戦艦ブリュンヒルトの初陣であり、宇宙暦795年 / 帝国暦486年9月に勃発したレグニツァ上空遭遇戦と第4次ティアマト会戦を描いたもの。外伝1巻終盤。配給は東映クラシックフィルム。
『黄金の翼』（おうごんのつばさ）（OVA・60分）1992年10月（劇場公開は1992年12月）
田中芳樹が漫画家道原かつみのために原作を書き下ろし、1986年に外伝として発売された同名コミックの映像化であり、ラインハルトとキルヒアイスの少年時代から宇宙暦792年 / 帝国暦483年の第5次イゼルローン要塞攻防戦まで（OVA外伝第1期の「白銀の谷」より前の時期および「決闘者」と「奪還者」の間の時期）が描かれている。この作品はOVAリリース後の劇場公開だった。
キャラクターデザインは、コミックや小説版の挿絵を描いた道原かつみの絵に準拠した物になっている。装甲服やメカニックデザインも漫画版や小説版と同様の笠原彰デザインである。このために1988年からの劇場版やOVA（メインキャラクターデザイン: 奥田万つ里、メカニックデザイン:加藤直之）とは宇宙艦船の形状や帝国軍の軍服が大きく異なるほか、イゼルローン要塞の外壁はOVA版の独自設定だった流体金属層から原作小説に準じた固体装甲板となっている。
BGMもクラシックを使用せずに独自に作曲された物が用いられている。更には、劇中の登場人物で、OVAと同一の声優が配役されたキャラは一人もいないなど、映像・音声面では他の劇場版やOVAシリーズとの連続性がほとんど無い。但し、物語上の連続性は維持されている。配給は徳間ジャパン。
『新たなる戦いの序曲』（あらたなるたたかいのオーヴァチュア）（劇場用映画・90分）1993年12月
本編1巻序盤にオリジナルエピソードを加え、外伝1でフリードリヒ4世が実は聡明な人物かとラインハルトが愕然となり震えが走る謁見も交えて「アスターテ会戦」の部分をリメイクしたもの。配給は東宝。

## OVAシリーズ
- OVA第1期 — 全26話（1988年12月 - 1989年6月）。本編1 - 2巻、外伝1巻。若干のオリジナルエピソード（第13話、第14話）を含む。また、中盤のエピソードの一部が原作とは異なる時系列（第9話、第11話）で挿入されている。

| 話数   | サブタイトル                       | 脚本       | 絵コンテ     | 演出                         | 作画監督            | 総作画監督        |
| ------ | ---------------------------------- | ---------- | ------------ | ---------------------------- | ------------------- | ----------------- |
| 第1話  | 永遠の夜の中で                     | 首藤剛志   | 石黒昇       | 石黒昇                       | 新井豊              | 本木久年          |
| 第2話  | アスターテ会戦                     | 首藤剛志   | 清積紀文     | 秦義人                       | 新井豊              | 本木久年          |
| 第3話  | 第十三艦隊誕生                     | 首藤剛志   | 山田ひろし   | 山田ひろし                   | 黄瀬和哉            | 本木久年          |
| 第4話  | 帝国の残照                         | 遠藤明範   | 福富博       | 冨沢和雄                     | 青木哲朗            | 本木久年          |
| 第5話  | カストロプ動乱                     | 花園由宇保 | 福島宏之     | 長尾粛                       | 清山滋崇            | 本木久年          |
| 第6話  | 薔薇の騎士                         | 戸田博史   | 岡本達也     | 岡本達也                     | 小田不二夫          | 本木久年          |
| 第7話  | イゼルローン攻略!                  | 戸田博史   | 湖川友謙     | 石黒昇 熨斗谷充孝 上野史博   | 湖川友謙 鈴木伸一   | 清水恵蔵          |
| 第8話  | 冷徹なる義眼                       | 柳川茂     | 新井豊       | 石黒昇                       | 新井豊 西嶋信一郎   | 本木久年          |
| 第9話  | クロプシュトック事件               | 小西川博   | 奥田誠治     | 高木真司                     | 黄瀬和哉            | 本木久年          |
| 第10話 | ジェシカの戦い                     | 遠藤明範   | 岡本達也     | 岡本達也                     | 小田不二夫          | 本木久年          |
| 第11話 | 女優退場                           | 戸田博史   | 石黒昇       | 大関雅幸                     | 木下ゆうき          | 本木久年          |
| 第12話 | 帝国領進攻                         | 遠藤明範   | 奥田誠治     | 高木真司                     | 黄瀬和哉            | 本木久年          |
| 第13話 | 愁雨来たりなば…                    | 花園由宇保 | 山田ひろし   | 山田ひろし                   | 久米一成            | 本木久年          |
| 第14話 | 辺境の解放                         | 柳川茂     | 山田ひろし   | 山田ひろし                   | 久米一成            | 本木久年          |
| 第15話 | アムリッツァ星域会戦               | 河中志摩夫 | 清積紀文     | 清積紀文 熨斗谷充孝 上野史博 | 清山滋崇 清水恵蔵   | 本木久年 清水恵蔵 |
| 第16話 | 新たなる潮流                       | 河中志摩夫 | 石黒昇       | 滑川悟                       | 小田不二夫          | 本木久年          |
| 第17話 | 嵐の前                             | 河中志摩夫 | さかいあきお | さかいあきお                 | さかいあきお        | 本木久年          |
| 第18話 | リップシュタットの密約             | 河中志摩夫 | 殿勝秀樹     | 殿勝秀樹                     | 黄瀬和哉            | 本木久年          |
| 第19話 | ヤン艦隊出動                       | 河中志摩夫 | 鈴木幸雄     | 元永慶太郎                   | 山本清              | 本木久年          |
| 第20話 | 流血の宇宙（そら）                 | 河中志摩夫 | 湖川友謙     | 石黒昇                       | 清山滋崇            | 本木久年          |
| 第21話 | ドーリア星域会戦、そして…          | 河中志摩夫 | 岡本達也     | 岡本達也                     | 小田不二夫          | 本木久年          |
| 第22話 | 勇気と忠誠                         | 河中志摩夫 | 山田勝久     | 山田勝久                     | 野田卓雄            | 本木久年          |
| 第23話 | 黄金樹（ゴールデンバウム）は倒れた | 河中志摩夫 | 岡本達也     | 岡本達也 熨斗谷充孝 上野史博 | 小田不二夫 鈴木伸一 | 本木久年 清水恵蔵 |
| 第24話 | 誰がための勝利                     | 河中志摩夫 | さかいあきお | さかいあきお                 | さかいあきお        | 本木久年          |
| 第25話 | 運命の前日                         | 河中志摩夫 | 簧原雅人     | 木村哲 熨斗谷充孝 上野史博   | 清山滋崇 茅野京子   | 本木久年 清水恵蔵 |
| 第26話 | さらば、遠き日                     | 河中志摩夫 | 簧原雅人     | 木村哲 上野史博              | 須田正己 茅野京子   | 本木久年 清水恵蔵 |

- OVA第2期 — 全28話（1991年6月 - 1992年2月）。本編3 - 5巻。13話と半分近くの話で、OP主題歌が省略されている。

| 話数   | サブタイトル                         | 脚本       | 絵コンテ          | 演出                           | 作画監督          | メカ作画監督 | 総作画監督 |
| ------ | ------------------------------------ | ---------- | ----------------- | ------------------------------ | ----------------- | ------------ | ---------- |
| 第27話 | 初陣                                 | 河中志摩夫 | 簧原雅人          | 棚橋一徳                       | 松田芳明          | 高橋英樹     | 清水恵蔵   |
| 第28話 | 肖像                                 | 河中志摩夫 | 冨永恒雄          | 上田芳裕 熨斗谷充孝 上野史博   | 松田芳明 茅野京子 | 高橋英樹     | 清水恵蔵   |
| 第29話 | 細い一本の糸                         | 河中志摩夫 | 花井信也          | 木村真一郎                     | 松田芳明          | 高橋英樹     | 清水恵蔵   |
| 第30話 | 失われたもの                         | 河中志摩夫 | 羽生頼仙          | 羽生頼仙                       | 松田芳明          | 高橋英樹     | 清水恵蔵   |
| 第31話 | 査問会                               | 河中志摩夫 | 篠原俊哉          | 山崎友正 かとうだいち          | 松田芳明 伊東秀樹 | 高橋英樹     | 清水恵蔵   |
| 第32話 | 武器なき戦い                         | 河中志摩夫 | 木村真一郎        | 木村真一郎                     | 茅野京子          | 高橋英樹     | 清水恵蔵   |
| 第33話 | 要塞対要塞                           | 河中志摩夫 | 牧野行洋          | 上田芳裕                       | 松田芳明          | 高橋英樹     | 清水恵蔵   |
| 第34話 | 帰還                                 | 河中志摩夫 | 牧野行洋          | 羽生頼仙                       | 松田芳明          | 高橋英樹     | 清水恵蔵   |
| 第35話 | 決意と野心と                         | 河中志摩夫 | 羽生頼仙          | 山崎友正                       | 茅野京子          | 高橋英樹     | 清水恵蔵   |
| 第36話 | 雷鳴                                 | 河中志摩夫 | 羽生頼仙          | 木村真一郎                     | 水畑健二 茅野京子 | 高橋英樹     | 清水恵蔵   |
| 第37話 | 幼帝誘拐                             | 河中志摩夫 | 木村真一郎        | 中村清 熨斗谷充孝 上野史博     | 中村清 茅野京子   | 高橋英樹     | 清水恵蔵   |
| 第38話 | 矢は放たれた                         | 河中志摩夫 | 前島健一          | 前島健一 かとうだいち          | 前島健一 日向正樹 | -            | 清水恵蔵   |
| 第39話 | ひとつの旅立ち                       | 河中志摩夫 | 井沢晴美          | 前島健一 上野史博              | 前島健一 清水恵蔵 | -            | 清水恵蔵   |
| 第40話 | ユリアンの旅・人類の旅               | 河中志摩夫 | 渡部高志          | 松村康弘                       | 松岡秀明          | -            | 清水恵蔵   |
| 第41話 | 作戦名『神々の黄昏（ラグナロック）』 | 河中志摩夫 | 向後知一          | 向後知一                       | 茅野京子          | 高橋英樹     | 清水恵蔵   |
| 第42話 | 鎮魂曲（レクイエム）への招待         | 河中志摩夫 | 木村真一郎        | 向後知一                       | 松田芳明          | 高橋英樹     | 清水恵蔵   |
| 第43話 | ギャラルホルンは鳴った               | 河中志摩夫 | 前島健一          | 矢崎しげる 熨斗谷充孝 上野史博 | 飯田宏義 茅野京子 | 高橋英樹     | 清水恵蔵   |
| 第44話 | フェザーン占領                       | 河中志摩夫 | 渡部英雄 簧原雅人 | 久米一成 熨斗谷充孝 上野史博   | 水畑健二          | 高橋英樹     | 清水恵蔵   |
| 第45話 | 寒波到る                             | 河中志摩夫 | 倉井さとし        | 木村真一郎 上野史博            | 茅野京子          | 高橋英樹     | 清水恵蔵   |
| 第46話 | ヤン提督の箱舟隊                     | 河中志摩夫 | 木村真一郎        | 前島健一 上野史博              | 清水恵蔵 前島健一 | -            | 清水恵蔵   |
| 第47話 | 自由の宇宙（そら）を求めて           | 河中志摩夫 | 羽生頼仙          | 前島健一 上野史博              | 清水恵蔵 前島健一 | -            | 清水恵蔵   |
| 第48話 | 双頭の蛇〜ランテマリオの決戦〜       | 河中志摩夫 | 簧原雅人          | 向後知一 熨斗谷充孝 上野史博   | 飯田宏義 茅野京子 | 高橋英樹     | 清水恵蔵   |
| 第49話 | 闇が深くなるのは…                    | 河中志摩夫 | 福島宏之          | 北川正人                       | 中田雅夫          | -            | 清水恵蔵   |
| 第50話 | 連戦                                 | 河中志摩夫 | 木村真一郎        | 木村真一郎                     | 水畑健二          | 高橋英樹     | 清水恵蔵   |
| 第51話 | バーミリオンの死闘（前編）           | 河中志摩夫 | 羽生頼仙          | 羽生頼仙                       | 茅野京子          | 高橋英樹     | 清水恵蔵   |
| 第52話 | バーミリオンの死闘（後編）           | 河中志摩夫 | 簧原雅人          | 川島宏 上野史博                | 飯田宏義 茅野京子 | 高橋英樹     | 清水恵蔵   |
| 第53話 | 急転                                 | 河中志摩夫 | 浅見隆司          | 矢崎しげる                     | 清水恵蔵          | 高橋英樹     | 清水恵蔵   |
| 第54話 | 皇帝ばんざい!（ジーク・カイザー）    | 河中志摩夫 | 石黒昇            | 北川正人                       | 今泉賢一          | -            | 清水恵蔵   |

- OVA第3期 — 全32話（1994年7月 - 1995年2月）。本編6 - 8巻。

| 話数   | サブタイトル                                         | 脚本       | 絵コンテ        | 演出         | 作画監督          | メカ作画監督      |
| ------ | ---------------------------------------------------- | ---------- | --------------- | ------------ | ----------------- | ----------------- |
| 第55話 | 儀式から再び幕は上がり…                              | 河中志摩夫 | 冨永恒雄        | 山崎茂       | 茅野京子          | 高橋英樹          |
| 第56話 | 地球へ                                               | 河中志摩夫 | 渡部高志        | 所俊克       | 松本文男          | 舛館俊秀          |
| 第57話 | キュンメル事件                                       | 河中志摩夫 | 羽生頼仙        | 羽生頼仙     | 茅野京子          | 高橋英樹          |
| 第58話 | 訪問者                                               | 河中志摩夫 | 山崎茂          | 山崎茂       | 中田雅夫          | 高橋英樹          |
| 第59話 | 過去と現在と未来と                                   | 河中志摩夫 | 浦田やすのり    | 所俊克       | 今泉賢一          | -                 |
| 第60話 | 魔術師捕らわる                                       | 河中志摩夫 | 前島健一        | 前島健一     | 茅野京子          | 高橋英樹          |
| 第61話 | 歌劇（オペラ）への招待                               | 河中志摩夫 | 横田和          | 山口美浩     | 池田裕治          | 高橋英樹          |
| 第62話 | 血の流水階段（カスケード）                           | 河中志摩夫 | 元永慶太郎      | 所俊克       | 今泉賢一          | -                 |
| 第63話 | 聖地                                                 | 河中志摩夫 | 横田和          | 横田和       | 中田雅夫          | 高橋英樹          |
| 第64話 | 休暇は終わりぬ                                       | 河中志摩夫 | 山崎茂          | 山崎茂       | 田中穣            | 高橋英樹          |
| 第65話 | すべての旗に背いて                                   | 河中志摩夫 | 元永慶太郎      | 所俊克       | 今泉賢一          | -                 |
| 第66話 | 黄金獅子旗（ゴールデンルーヴェ）の下に               | 河中志摩夫 | 羽生頼仙        | 岡嶋国敏     | 田中穣            | 高橋英樹          |
| 第67話 | 『神々の黄昏（ラグナロック）』ふたたび               | 河中志摩夫 | 横田和          | 山崎茂       | 茅野京子          | 高橋英樹          |
| 第68話 | エル・ファシルへ                                     | 河中志摩夫 | 石黒昇          | 所俊克       | 今泉賢一          | -                 |
| 第69話 | イゼルローン再奪取作戦                               | 河中志摩夫 | 前島健一        | 岩本保雄     | 北崎正浩          | 高橋英樹          |
| 第70話 | 蕩児たちの帰宅                                       | 河中志摩夫 | 羽生頼仙        | 黒田やすひろ | 茅野京子          | 高橋英樹          |
| 第71話 | マル・アデッタ星域の会戦（前編）                     | 河中志摩夫 | 石黒昇          | 所俊克       | 今泉賢一          | -                 |
| 第72話 | マル・アデッタ星域の会戦（後編）                     | 河中志摩夫 | 夏木亮          | 夏木亮       | 荒木英樹          | 高橋英樹          |
| 第73話 | 冬バラ園の勅令                                       | 河中志摩夫 | 浅見隆司        | 浅見隆司     | 田中穣            | 高橋英樹          |
| 第74話 | 前途遼遠                                             | 河中志摩夫 | 石黒昇          | 所俊克       | 今泉賢一          | -                 |
| 第75話 | 雷動                                                 | 河中志摩夫 | 牧野行洋        | 岩本保雄     | 鈴木伸一          | 高橋英樹          |
| 第76話 | 祭りの前                                             | 河中志摩夫 | 羽生頼仙        | 羽生頼仙     | 茅野京子          | 高橋英樹          |
| 第77話 | 風は回廊へ                                           | 河中志摩夫 | 所俊克          | 所俊克       | 松本文男          | -                 |
| 第78話 | 春の嵐                                               | 河中志摩夫 | 横田和          | 浅見隆司     | 田中穣            | 高橋英樹          |
| 第79話 | 回廊の戦い（前編）〜常勝と不敗と〜                   | 河中志摩夫 | 前島健一        | 羽生頼仙     | 鈴木伸一          | 高橋英樹          |
| 第80話 | 回廊の戦い（中編）〜万華鏡（カレイドスコープ）〜     | 河中志摩夫 | 石黒昇          | 北川正人     | 今泉賢一          |                   |
| 第81話 | 回廊の戦い（後編）〜大親征の終幕〜                   | 河中志摩夫 | 横田和          | 岡嶋国敏     | 下坂英男          | 浜津武広          |
| 第82話 | 魔術師、還らず                                       | 河中志摩夫 | 前島健一        | 前島健一     | 茅野京子          | 高橋英樹          |
| 第83話 | 祭りの後                                             | 河中志摩夫 | 石黒昇 簧原雅人 | 花井信也     | 今泉賢一 戸田真一 | -                 |
| 第84話 | 失意の凱旋                                           | 河中志摩夫 | 前島健一        | 前島健一     | 茅野京子          | 高橋英樹 浜津武広 |
| 第85話 | 遷都令                                               | 河中志摩夫 | 前島健一        | 浅見隆司     | 田中穣            | 浜津武広          |
| 第86話 | 八月の新政府（ニュー・ガバメント・イン・オーガスタ） | 河中志摩夫 | 石黒昇          | 北川正人     | 今泉賢一          | -                 |

- OVA第4期 — 全24話（1996年9月 - 1997年3月）。本編9 - 10巻。

| 話数    | サブタイトル                             | 脚本       | 絵コンテ | 演出     | 作画監督                         |
| ------- | ---------------------------------------- | ---------- | -------- | -------- | -------------------------------- |
| 第87話  | 嵐の予感                                 | 河中志摩夫 | 石黒昇   | 浅見隆司 | 田中穣                           |
| 第88話  | 辺境にて                                 | 河中志摩夫 | 石黒昇   | 今泉賢一 | 今泉賢一                         |
| 第89話  | 夏の終わりのバラ                         | 河中志摩夫 | 清水恵蔵 | 真野玲   | 池田裕治                         |
| 第90話  | 鳴動                                     | 河中志摩夫 | 浅見隆司 | 浅見隆司 | 田中穣                           |
| 第91話  | 発芽                                     | 河中志摩夫 | 石黒昇   | 今泉賢一 | 今泉賢一                         |
| 第92話  | ウルヴァシー事件                         | 河中志摩夫 | 清水恵蔵 | 真野玲   | 鈴木伸一                         |
| 第93話  | 矜持にかけて                             | 河中志摩夫 | 浅見隆司 | 浅見隆司 | 田中穣                           |
| 第94話  | 叛逆は英雄の特権                         | 河中志摩夫 | 石黒昇   | 今泉賢一 | 今泉賢一                         |
| 第95話  | 双璧相撃つ!                              | 河中志摩夫 | 清水恵蔵 | 木宮茂   | 茅野京子                         |
| 第96話  | 剣に生き…                                | 河中志摩夫 | 柏木晴   | 真野玲   | 北崎正浩                         |
| 第97話  | 剣に斃れ                                 | 河中志摩夫 | 石黒昇   | 今泉賢一 | 今泉賢一                         |
| 第98話  | 終わりなき鎮魂曲（レクイエム）           | 河中志摩夫 | 前島健一 | 木宮茂   | 茅野京子                         |
| 第99話  | 未来への助走                             | 河中志摩夫 | 浅見隆司 | 浅見隆司 | 村田雅彦                         |
| 第100話 | 皇妃ばんざい!（ホーフ・カイザーリン）    | 河中志摩夫 | 島崎征宙 | 金澤勝眞 | 北崎正浩                         |
| 第101話 | 動乱への誘い                             | 河中志摩夫 | 真野玲   | 真野玲   | 鈴木伸一                         |
| 第102話 | 敢えて武器を手に                         | 河中志摩夫 | 鈴木利正 | 鈴木利正 | 田中穣 古川尚哉（メカ）          |
| 第103話 | コズミック・モザイク                     | 河中志摩夫 | 羽生頼仙 | 今泉賢一 | 今泉賢一                         |
| 第104話 | 平和へ、流血経由                         | 河中志摩夫 | 木宮茂   | 木宮茂   | 坂本修司 鈴木伸一                |
| 第105話 | 昏迷の惑星                               | 河中志摩夫 | 岡嶋国敏 | 浅見隆司 | 村田雅彦                         |
| 第106話 | 柊館（シュテッヒパルム・シュロス）炎上   | 河中志摩夫 | 篠原俊哉 | 篠原俊哉 | 北崎正浩                         |
| 第107話 | 深紅の星路（クリムゾン・スターロード）   | 河中志摩夫 | 岡嶋国敏 | 羽生頼仙 | 鈴木伸一                         |
| 第108話 | 美姫（ブリュンヒルト）は血を欲す         | 河中志摩夫 | 鈴木利正 | 浅見隆司 | 田中穣                           |
| 第109話 | 黄金獅子旗（ゴールデンルーヴェ）に光なし | 河中志摩夫 | 石黒昇   | 今泉賢一 | 今泉賢一                         |
| 第110話 | 夢、見果てたり                           | 河中志摩夫 | 簧原雅人 | 羽生頼仙 | 茅野京子 山本径子 清水恵蔵（総） |

- OVA外伝第1期 — 全24話（1998年2月 - 1998年）。単行本未収録短編3本と外伝3巻。

| 話数               | サブタイトル               | 脚本       | 絵コンテ          | 演出       | 作画監督                         | 総作画監督 |          |
| 白銀の谷           | 白銀の谷                   | 白銀の谷   | 白銀の谷          | 白銀の谷   | 白銀の谷                         | 白銀の谷   | 白銀の谷 |
| ------------------ | -------------------------- | ---------- | ----------------- | ---------- | -------------------------------- | ---------- | -------- |
| Kap.I              | -                          | 河中志摩夫 | 清水恵蔵          | 西山明樹彦 | 茅野京子 西村聡（メカ）          | 清水恵蔵   |          |
| Kap.II             | -                          | 河中志摩夫 | 清水恵蔵          | 西山明樹彦 | 茅野京子 西村聡（メカ）          | 清水恵蔵   |          |
| Kap.III            | -                          | 河中志摩夫 | 牧野行洋 清水恵蔵 | 西山明樹彦 | 茅野京子 西村聡（メカ）          | 清水恵蔵   |          |
| Kap.IV             | -                          | 河中志摩夫 | 清水恵蔵          | 上野史博   | 茅野京子 山本径子 西村聡（メカ） | 清水恵蔵   |          |
| 朝の夢、夜の歌     |                            |            |                   |            |                                  |            |          |
| Kap.I              | -                          | 河中志摩夫 | 田中穣            | 岡嶋国敏   | 田中穣                           | -          |          |
| Kap.II             | -                          | 河中志摩夫 | 殿勝秀樹          | 岡嶋国敏   | 谷口守泰                         | -          |          |
| Kap.III            | -                          | 河中志摩夫 | 工藤進            | 多田俊介   | 谷口守泰                         | -          |          |
| Kap.IV             | -                          | 河中志摩夫 | 殿勝秀樹          | 酒井伸次   | 田中穣 茅野京子                  | -          |          |
| 汚名               |                            |            |                   |            |                                  |            |          |
| Kap.I              | -                          | 河中志摩夫 | 石黒昇            | 今泉賢一   | 今泉賢一                         | -          |          |
| Kap.II             | -                          | 河中志摩夫 | 石黒昇            | 今泉賢一   | 今泉賢一                         | -          |          |
| Kap.III            | -                          | 河中志摩夫 | 横田和            | 花井信也   | 今泉賢一                         | -          |          |
| Kap.IV             | -                          | 河中志摩夫 | 横田和 今泉賢一   | 今泉賢一   | 今泉賢一                         | -          |          |
| 千億の星、千億の光 |                            |            |                   |            |                                  |            |          |
| 第1話              | ヴァンフリート星域の会戦   | 河中志摩夫 | 清水恵蔵          | 高橋滋春   | 茅野京子                         | 清水恵蔵   |          |
| 第2話              | 三つの赤（ドライ・ロット） | 河中志摩夫 | 清水恵蔵          | 鈴木芳成   | 山本径子                         | 清水恵蔵   |          |
| 第3話              | 亡命者たち                 | 河中志摩夫 | 有原誠治          | 有原誠治   | 北崎正浩                         | 清水恵蔵   |          |
| 第4話              | 染血の四月                 | 河中志摩夫 | 石黒昇            | 今泉賢一   | 今泉賢一                         | 清水恵蔵   |          |
| 第5話              | 危険な男                   | 河中志摩夫 | 鈴木利正          | 岡嶋国敏   | 柳瀬雄之                         | 清水恵蔵   |          |
| 第6話              | 混戦始末記                 | 河中志摩夫 | 日巻裕二          | 日巻裕二   | 北崎正浩                         | 清水恵蔵   |          |
| 第7話              | 初夏、風強し               | 河中志摩夫 | 日巻裕二          | 酒井伸次   | 北崎正浩                         | 清水恵蔵   |          |
| 第8話              | 伯爵家後継候補             | 河中志摩夫 | 清水恵蔵          | 上野史博   | 茅野京子                         | 清水恵蔵   |          |
| 第9話              | パーティーの夜             | 河中志摩夫 | 石黒昇            | 今泉賢一   | 今泉賢一                         | 清水恵蔵   |          |
| 第10話             | 真実は時の娘               | 河中志摩夫 | 簧原雅人          | 岡嶋国敏   | 茅野京子                         | 清水恵蔵   |          |
| 第11話             | 第六次イゼルローン攻防戦   | 河中志摩夫 | 石黒昇            | 石黒昇     | 今泉賢一                         | 清水恵蔵   |          |
| 第12話             | 千億の星、ひとつの野心     | 河中志摩夫 | 石黒昇 清水恵蔵   | 鈴木芳成   | 山本径子                         | 清水恵蔵   |          |

- OVA外伝第2期 — 全28話（1999年12月 - 2000年7月）。外伝4巻とOVAオリジナルエピソード3本、そして外伝1巻序盤。OVAオリジナル・エピソードは斜字タイトルで示す。

| 話数                 | サブタイトル                                     | 脚本       | 絵コンテ   | 演出            | 作画監督                                     | 総作画監督 |          |
| 螺旋迷宮             | 螺旋迷宮                                         | 螺旋迷宮   | 螺旋迷宮   | 螺旋迷宮        | 螺旋迷宮                                     | 螺旋迷宮   | 螺旋迷宮 |
| -------------------- | ------------------------------------------------ | ---------- | ---------- | --------------- | -------------------------------------------- | ---------- | -------- |
| 第1話                | エル・ファシルの英雄                             | 河中志摩夫 | 清水恵蔵   | 上野史博        | 山本径子                                     | 清水恵蔵   |          |
| 第2話                | 英雄の新しい仕事                                 | 河中志摩夫 | 清水恵蔵   | 岡嶋国敏        | 松田芳明                                     | 清水恵蔵   |          |
| 第3話                | 英雄たちの横顔（プロフィール）                   | 河中志摩夫 | 清水恵蔵   | 山口頼房        | 茅野京子                                     | 清水恵蔵   |          |
| 第4話                | 過去へのささやかな旅                             | 河中志摩夫 | 高橋滋春   | 高橋滋春        | 小林ゆかり                                   | 清水恵蔵   |          |
| 第5話                | 時の女神に愛された男 〜第二次ティアマト会戦記I〜 | 河中志摩夫 | 浅見隆司   | 宮崎一哉        | 河合静男 井藤誠（メカ）                      | 清水恵蔵   |          |
| 第6話                | 英雄の死 〜第二次ティアマト会戦記II〜            | 河中志摩夫 | 岡嶋国敏   | 岡嶋国敏        | 茅野京子                                     | 清水恵蔵   |          |
| 第7話                | 喪服と軍服の間                                   | 河中志摩夫 | 羽生頼仙   | 上野史博        | 茅野京子                                     | 清水恵蔵   |          |
| 第8話                | 収容所惑星                                       | 河中志摩夫 | 冨永恒雄   | 熨斗谷充孝      | 山本径子 西村聡（メカ）                      | 清水恵蔵   |          |
| 第9話                | 捕虜と人質                                       | 河中志摩夫 | 土屋日     | 土屋日          | 杉山東夜美                                   | 清水恵蔵   |          |
| 第10話               | 顕微鏡サイズの反乱                               | 河中志摩夫 | 大宙征基   | 酒井伸次        | 石田啓一                                     | 清水恵蔵   |          |
| 第11話               | エコニアの英雄                                   | 河中志摩夫 | 岡嶋国敏   | 高橋滋春        | 山沢実                                       | 清水恵蔵   |          |
| 第12話               | 過去からの糸                                     | 河中志摩夫 | 四分一節子 | 石原慎二郎      | 三宅雄一郎                                   | 清水恵蔵   |          |
| 第13話               | ひとつの旅の終わり                               | 河中志摩夫 | 高橋滋春   | 高橋滋春        | 茅野京子 鈴木伸一                            | 清水恵蔵   |          |
| 第14話               | 出口をさがす旅                                   | 河中志摩夫 | 大宙征基   | 上野史博        | 山本径子 都築裕佳子                          | 清水恵蔵   |          |
| 叛乱者               |                                                  |            |            |                 |                                              |            |          |
| Kap.I                | -                                                | 河中志摩夫 | 石黒昇     | 宮田亮 今泉賢一 | 今泉賢一                                     | -          |          |
| Kap.II               | -                                                | 河中志摩夫 | 上野史博   | 上野史博        | 山沢実                                       | 清水恵蔵   |          |
| Kap.III              | -                                                | 河中志摩夫 | 伊藤喬子   | 高橋滋春        | 鈴木伸一                                     | 清水恵蔵   |          |
| Kap.IV               | -                                                | 河中志摩夫 | 石黒昇     | 宮田亮 今泉賢一 | 今泉賢一                                     | -          |          |
| 決闘者               |                                                  |            |            |                 |                                              |            |          |
| Kap.I                | -                                                | 河中志摩夫 | 大宙征基   | 土屋日          | 山本径子                                     | 清水恵蔵   |          |
| Kap.II               | -                                                | 河中志摩夫 | 浅見隆司   | 高橋滋春        | 茅野京子 都築裕佳子                          | 清水恵蔵   |          |
| Kap.III              | -                                                | 河中志摩夫 | 大宙征基   | 岡嶋国敏        | 山沢実                                       | 清水恵蔵   |          |
| Kap.IV               | -                                                | 河中志摩夫 | 前島健一   | 上野史博        | 鈴木伸一                                     | 清水恵蔵   |          |
| 奪還者               |                                                  |            |            |                 |                                              |            |          |
| Kap.I                | -                                                | 河中志摩夫 | 浅見隆司   | 熨斗谷充孝      | 山本径子 都築裕佳子                          | 清水恵蔵   |          |
| Kap.II               | -                                                | 河中志摩夫 | 簧原雅人   | 宮田亮 今泉賢一 | 今泉賢一                                     | -          |          |
| Kap.III              | -                                                | 河中志摩夫 | 江上潔     | 宮田亮          | 日向正樹                                     | 今泉賢一   |          |
| Kap.IV               | -                                                | 河中志摩夫 | 石黒昇     | 宮田亮 今泉賢一 | 今泉賢一                                     | -          |          |
| 第三次ティアマト会戦 |                                                  |            |            |                 |                                              |            |          |
| 前篇                 | -                                                | 河中志摩夫 | 大宙征基   | 岡嶋国敏        | 茅野京子 鈴木伸一（メカ）                    | 清水恵蔵   |          |
| 後篇                 | -                                                | 河中志摩夫 | 上野史博   | 上野史博        | 山沢実 今泉賢一 山本径子 都築裕佳子 桝井一平 | 清水恵蔵   |          |

## シリーズ作品の時系列
- 劇場版及びOVAでのストーリーの順番は、「次回予告」及び劇中での年代表示を参照して並べると以下の様になり、上記1期・2期の仕分けと矛盾するが、本来OVA外伝第1期の「朝の夢、夜の歌」の第2話冒頭のラインハルトが夢を見るシーンでOVA外伝第2期のシーンを挿入する等して時系列の修正を行っている。
  - (1) 「螺旋迷宮」
  - (2) 「白銀の谷」
  - (3) 「叛乱者」（宇宙暦791年/帝国暦482年8月〜）
  - (4) 「決闘者」（宇宙暦792年/帝国暦483年1月〜）
  - (5) 「黄金の翼」
  - (6) 「奪還者」（宇宙暦792年/帝国暦483年12月〜）
  - (7) 「朝の夢、夜の歌」
  - (8) 「千億の星、千億の光」
  - (9) 「第三次ティアマト会戦」
  - (10)「わが征くは星の大海」
  - (11)「汚名」
  - 第1話「永遠の夜の中で」に続く。「新たなる戦いの序曲」は第1話と第2話に相当する。
  - 「ユリアンのイゼルローン日記」、「ダゴン星域会戦記」はアニメに収録されていない作品であるが2017年にアニメ声優が再集結をしてオーディオブック版として制作された。

## スタッフ
劇場版
- 原作 - 田中芳樹、道原かつみ（第2作）
- 監督 - 石黒昇（第1作）、清水恵蔵（第2作・第3作）
- 脚本 - 首藤剛志（第1作）、小出一巳（第2作）、河中志摩夫（第3作）
- キャラクターデザイン・作画監督 - 奥田万つ里（第1作）
- キャラクター原案 - 道原かつみ（第2作）、奥田万つ里（第3作）、本木久年（第3作）、久米一成（第3作）
- キャラクター設定・作画監督 - 池田裕治（第2作・第3作）
- メカニックデザイン&メカニカルアートディレクション - 加藤直之（第1作）、スタジオぬえ（第1作）
- メカニック原案 - 笠原彰（第2作）
- メカニックコンセプト - 加藤直之（第3作）
- メカニック設定 - 高橋英樹（第2作）、岩倉和憲（第2作）
- 絵コンテ - 滝沢敏文（第2作）、前島健一（第3作）、羽生頼仙（第3作）
- 演出 - さかいあきお（第1作）、上田芳裕（第2作）、前島健一（第3作）
- メカニック作画監督 - 清積紀文（第1作）、高橋英樹（第2作・第3作）
- 美術監督 - 金子英俊（第1作）、石垣努（第2作）、谷村心一（第3作）
- 仕上監督 - 工藤秀子（第1作）
- 色彩設定 - 村上芳枝（第2作）、伊藤弘子（第3作）
- 撮影監督 - 石川欽一（第1作）、岡崎英夫（第2作・第3作）
- 音楽監督 - 佐々木節夫（第1作）
- 音楽 - 長谷川智樹（第2作）
- 音響監督 - 明田川進
- プロデューサー
  - 第1作 - 田原正利、菅原善雄、菊川幸夫
  - 第2作 - 菊川幸夫、田原正利、横尾道男
  - 第3作 - 菊川幸夫、横尾道男、田原正利、鈴木洋治
- アニメーション制作プロデューサー - 丸山正雄（第1作）、岩瀬安輝（第1作）
- プロダクションマネージャー - 出﨑哲（第2作・第3作）
- 制作協力 - マッドハウス（第1作）、アートランド（第1作）、マジックバス（第3作）
- アニメーション制作 - キティフィルム（第1作・第3作）、マジックバス（第2作）
- 製作
  - 第1作・第2作 - 徳間書店、徳間ジャパン、キティフィルム
  - 第3作 - 徳間書店、徳間ジャパンコミュニケーションズ、サントリー

OVA
- 原作 - 田中芳樹
- 総監督 - 石黒昇
- シリーズ構成 - 河中志摩夫
- シリーズディレクター - 簧原雅人（第2期）、田原正利（第4期）
- 監督 - 清水恵蔵（外伝第1期「白銀の谷」、外伝第2期）、笠麻美（外伝第1期「朝の夢、夜の歌」）
- キャラクター原案
  - 第1期 - 奥田万つ里
  - 第2期・外伝第1期 - 奥田万つ里、本木久年
  - 第3期・第4期・外伝第2期 - 奥田万つ里、本木久年、久米一成
- キャラクターデザイン
  - 第1期 - 本木久年（1 - 6、8 - 26）、清水恵蔵（7・15・23・25・26）
  - 第2期 - 久米一成
  - 第3期・第4期・外伝第1期「白銀の谷」「朝の夢、夜の歌」「千億の星、千億の光」・外伝第2期 - 清水恵蔵
  - 外伝第1期「汚名」 - 清水恵蔵、今泉賢一
- アニメーションディレクター - 清水恵蔵（第3期・第4期）
- メカニックデザインコンセプト - 加藤直之（第1期）
- メカニックコンセプトデザイン - 加藤直之（第2期）、清積紀文（第2期）
- コンセプチュアルデザイン - 加藤直之（第3期・第4期・外伝）、清積紀文（第3期）
- メカニックデザイン - 田中精美（第2期、第3期、第4期、外伝第1期「白銀の谷」「汚名」「千億の星、千億の光」・外伝第2期）
- 総メカ作画監督 - 清積紀文（第1期）
- 美術デザイン - 田中精美（第2期・外伝第1期「白銀の谷」「千億の星、千億の光」・外伝第2期）、長尾仁（第3期・第4期・外伝第1期「白銀の谷」「千億の星、千億の光」・外伝第2期）、谷村心一（第3期）、脇威志（外伝第2期）
- 総美術監督 - 長尾仁（第2期）
- 美術監督
  - 第1期 - 金子英俊（1・17）、千葉康之（2）、脇威志（4・11・19）、下川忠海（5）、高遠和茂（6・7・10・16・21・23）、長尾仁（7・15・23・25・26）、池田祐二（8）、高田茂祝（15）、山元健生（15）、田原優子（18）、佐貫利勝（20）、勝井和子（22・24・25・26）
  - 第2期 - 呉暦喚（29・31・33・34・35・41・42・48・50・51）、脇威志（43）、明石貞一（49・54）
  - 第3期・第4期・外伝第1期「白銀の谷」「朝の夢、夜の歌」「千億の星、千億の光」 - 長尾仁
  - 外伝第1期「汚名」 - 佐藤広明（I）、田原優子（II、III、IV）
  - 外伝第2期 - 長尾仁、脇威志
- 色彩設計
  - 第1期 - 新井マリー、伊藤弘子（7・15・23・25・26）
  - 第2期 - 田崎有理、伊藤弘子（28・31・37・38・39・43・45・46・47・48・52）
  - 第3期・第4期・外伝第1期「白銀の谷」「千億の星、千億の光」・外伝第2期 - 伊藤弘子
  - 外伝第1期「朝の夢、夜の歌」 - 三橋曜子
  - 外伝第1期「汚名」 - 坂井憲興
- 撮影監督
  - 第1期 - 石川欣一、岡崎英夫（7・15・23・25・26）
  - 第2期・第3期 - 岡崎英夫
  - 第4期・外伝第1期「白銀の谷」 - 藤田正明
  - 外伝第1期「朝の夢、夜の歌」 - 小澤次雄
  - 外伝第1期「汚名」 - 宇津畑隆
  - 外伝第1期「千億の星、千億の光」 - 小室正一（1・2・8・12）、藤田正明（3・6・7）、宇津畑隆（4・9・11）、鳥越一志（5）、斎藤秋男（10）
  - 外伝第2期 - 岡崎英夫、川田敏寛
- 音楽 - ドイツ・シャルプラッテン・レコード、風戸慎介（第1期 - 第4期）
- 音響監督 - 明田川進
- 製作
  - 第1期 - 多賀英典、山下辰巳
  - 第2期 - 多賀英典[26]、山下辰巳、岡哲男[27][28][29]
  - 第3期 - 伊地智啓[26]、山下辰巳、稲見宗孝、徳田久博[30][31][32]
  - 第4期 - 山下辰巳、多賀英典[26]、稲見宗孝、徳田久博[33][34][34][35]
  - 外伝第1期 - 徳間康快、多賀英典（「白銀の谷」、「朝の夢、夜の歌」、「汚名」）[26]、伊地智啓、安達裕章[36]
  - 外伝第2期 - 徳間康快、伊地智啓、安達裕章
- 企画
  - 第1期 - 落合茂一、尾形英夫、和田豊
  - 第2期 - 落合茂一、尾形英夫、加藤博之、小林正夫、小林尚武
  - 第3期 - 田原正利、大塚勤、酒井俊博
  - 第4期 - 大塚勤、酒井俊博
  - 外伝 - 秋元一、田原正利
- プロダクションマネージャー - 出崎哲（第2期、第3期、外伝第2期）
- チーフプロデューサー - 田原正利（第1期、第2期、第3期）
- プロデューサー
  - 第1期 - 加藤博之、菊川幸夫
  - 第2期 - 横尾道男、菊川幸夫、小田原明子
  - 第3期 - 菊川幸夫、鈴木洋治
  - 第4期 - 菊川幸夫
  - 外伝（第1期、第2期） - 菊川幸夫、稲垣高広
- アシスタント・プロデューサー：橋本浩二（外伝第1期）
- 制作（第1期はアニメーション制作と表記）
  - 第1期 - キティフィルム三鷹スタジオ、ティー・ピー・オー（7・15・23・25・26）
  - 第2期 - キティフィルム三鷹スタジオ、ティー・ピー・オー（28・31・37・38・39・43・44・45・46・47・48・52）
  - 第3期 - キティフィルム三鷹スタジオ
  - 第4期・外伝（第1期、第2期） - ケイファクトリー
- 製作
  - 第1期 - キティフィルム、徳間書店、徳間ジャパン
  - 第2期 - キティフィルム[26]、徳間書店、徳間ジャパン、テレビ東京
  - 第3期 - キティフィルム[26]、徳間書店、サントリー、らいとすたっふ
  - 第4期 - 徳間書店、キティフィルム[26]、ビデオチャンプ、らいとすたっふ
  - 外伝第1期 - 徳間書店、キティフィルム（「白銀の谷」、「朝の夢、夜の歌」、「汚名」）[26]、ケイファクトリー、らいとすたっふ
  - 外伝第2期 - 徳間書店、ケイファクトリー、らいとすたっふ

## 主題歌
オープニング
Skies of Love（第1期）
歌・作詞・作曲 - 秋吉満ちる / 編曲 - 風戸慎介
I am waiting for You（第2期）
歌・作詞・作曲 - 秋吉満ちる / 編曲 - 森英治
Sea of the Stars（第3期）
歌・作詞 - LISA / 作曲 - 川辺真 / 編曲 - 風戸慎介
Must Be Something（第4期）
歌 - こんのひとみ / 作詞・作曲 - 姫野真也 / 編曲 - 風戸慎介
Kid（外伝第1期）
歌 - AKEMI / 作詞・作曲 - David Himeno / 編曲 - 風戸慎介
Story of Time（外伝第2期）
歌 - AKEMI / 作詞・作曲 - David Himeno / 編曲 - 風戸慎介

エンディング
光の橋を越えて（第1期、第84話）
歌・作詞・作曲 - 小椋佳 / 編曲 - 風戸慎介
旅立ちの序曲（第2期）
歌・作詞・作曲 - 小椋佳 / 編曲 - 風戸慎介
歓送の歌（第3期、第84話を除く）
歌・作詞 - 小椋佳 / 作曲・編曲 - 星勝
宇宙の掛け橋（第4期）
歌・作詞・作曲 - 小椋佳 / 編曲 - 風戸慎介
説明（外伝第1期 白銀の谷）
歌・作詞 - 小椋佳 / 作曲 - 小椋佳、阿部美緒 / 編曲 - 武沢豊
永い付き合い（外伝第1期 朝の夢、夜の歌）
歌・作詞 - 小椋佳 / 作曲 - 蛎崎弘 / 編曲 - 武沢豊
逝くとき、祝うとき（外伝第1期 汚名）
歌・作詞 - 小椋佳 / 作曲 - 嘉納正明 / 編曲 - 武沢豊
オーロラのアダージョ（外伝第1期 千億の星、千億の光）
歌・作詞 - 小椋佳 / 作曲 - 来生たかお / 編曲 - 小野崎孝輔
僕たちの航跡（外伝第2期 螺旋迷宮）
歌・作詞・作曲 - 小椋佳 / 編曲 - 風戸慎介
約束された未来（外伝第2期 後半）
歌・作詞・作曲 - 小椋佳 / 編曲 - 風戸慎介

その他
銀河帝国軍軍楽曲〜ワルキューレは汝の勇気を愛せり〜
作曲・編曲 - 風戸慎介
自由惑星同盟国歌〜自由の旗、自由の民、レヴォリューション・オブ・ザ・ハート〜
歌 - ファン参加によるライブ録音 / 作詞 - 秋吉満ちる / 作曲・編曲 - 風戸慎介

劇場版『黄金の翼』
ふたり見た夢〜TWO OF US〜
歌・作曲 - 松田博幸 / 作詞 - 松井五郎 / 編曲 - デビッド・キャンベル
※ 当OVA版で使用されたクラシック楽曲名の詳細については、外部リンク＞“KING AMUSEMENT CREATIVE:銀河英雄伝説”のwebサイトを参照。

## 関連書籍
ビデオ版フィルム　コミック
1. 永遠の夜の中で ISBN 4-19-779070-8